# László Gyimesi
László Gyimesi (ur. 8 września 1957 w Budapeszcie) – węgierski piłkarz grający na pozycji pomocnika, reprezentant kraju, trener piłkarski.

## Kariera
Seniorską karierę rozpoczynał w Honvédzie Budapeszt w 1974 roku. W latach 1976–1986 włącznie rozegrał w tym klubie 260 meczów, strzelając 34 gole. W barwach tego klubu czterokrotnie (1979/1980, 1983/1984, 1984/1985, 1985/1986) zdobył mistrzostwo Węgier, ponadto w sezonie 1984/1985 zdobył Puchar Węgier. Po półrocznym okresie spędzonym w Rába ETO wrócił do Honvédu, zdobywając piąte mistrzostwo Węgier w sezonie 1987/1988. W latach 1988–1992 występował w belgijskim KRC Genk, gdzie zakończył profesjonalną karierę piłkarską.
W latach 1978–1988 zagrał w 12 meczach reprezentacji Węgier. W kadrze zadebiutował 20 września 1978 w przegranym 1:2 meczu eliminacji Mistrzostw Europy z Finlandią. Strzelił dla reprezentacji jednego gola, w przegranym 1:2 towarzyskim meczu z Jugosławią 31 marca 1984. Ostatnie spotkanie rozegrał w towarzyskiej potyczce z Islandią 21 września 1988, wygranej przez Węgry 3:0.
Po zakończeniu piłkarskiej w latach 2004–2005 pełnił funkcję trenera Dunakanyar-Vác FC. W latach 2007–2008 był trenerem Tököl VSK.

## Statystyki ligowe
| Sezon         | Klub               | Liga          | Mecze | Gole |
| ------------- | ------------------ | ------------- | ----- | ---- |
| 1974/1975     | Budapest Honvéd FC | NB I          | ?     | ?    |
| 1975/1976     | Budapest Honvéd FC | NB I          | ?     | ?    |
| 1976/1977     | Budapest Honvéd FC | NB I          | 7     | 2    |
| 1977/1978     | Budapest Honvéd FC | NB I          | 30    | 2    |
| 1978/1979     | Budapest Honvéd FC | NB I          | 32    | 9    |
| 1979/1980     | Budapest Honvéd FC | NB I          | 31    | 6    |
| 1980/1981     | Budapest Honvéd FC | NB I          | 21    | 3    |
| 1981/1982     | Budapest Honvéd FC | NB I          | 28    | 1    |
| 1982/1983     | Budapest Honvéd FC | NB I          | 28    | 2    |
| 1983/1984     | Budapest Honvéd FC | NB I          | 30    | 4    |
| 1984/1985     | Budapest Honvéd FC | NB I          | 22    | 4    |
| 1985/1986     | Budapest Honvéd FC | NB I          | 28    | 1    |
| 1986/1987 (j) | Budapest Honvéd FC | NB I          | 13    | 0    |
| 1986/1987 (w) | Rába ETO           | NB I          | 9     | 3    |
| 1987/1988     | Budapest Honvéd FC | NB I          | 21    | 3    |
| 1988/1989     | KRC Genk           | Eerste klasse | 19    | 3    |
| 1989/1990     | KRC Genk           | Tweede klasse | 25    | 9    |
| 1990/1991     | KRC Genk           | Eerste klasse | 20    | 3    |
| 1991/1992     | KRC Genk           | Eerste klasse | 22    | 2    |